# Čaprginci
Čaprginci – wieś w Chorwacji, w żupanii brodzko-posawskiej, w gminie Okučani. W 2011 roku liczyła 3 mieszkańców.